# Alberto Blecua Perdices
Luis Alberto Blecua Perdices (Saragossa, 1941 - Barcelona, 28 de gener de 2020) fou un filòleg i cervantista espanyol, fill del també filòleg José Manuel Blecua Teixeiro i germà petit de José Manuel Blecua Perdices (director de la Reial Acadèmia Espanyola entre 2010 i 2014).

## Biografia
Va realitzar la seva tesi doctoral el 1974 sobre el poeta del Renaixement Gregorio Silvestre, encara inèdita. Va fundar el 1989, a més, el Grup de Recerca PROLOPE, que edita l'obra dramàtica completa del comediògraf del Segle d'Or Lope de Vega.
Va ser professor de la Universitat de Santiago de Compostel·la i després ho fou de la Universitat Autònoma de Barcelona. Les seva recerca es va centrar en la història literària, en particular en el Segle d'Or i la crítica textual, sobre la qual va publicar un important manual (1983).
Va realitzar edicions crítiques de diversos clàssics espanyols i europeus; especialment destaquen les del Lazarillo de Tormes, el Libro de Buen Amor, i les comèdies de Lope de Vega, el Quijote, Garcilaso, diversos llibres de cavalleria, Juan Rulfo, etc.
Va ser jurat del Premi Planeta.

## Obres
- En el texto de Garcilaso, Madrid, Ínsula, 1970.
- La poesía del s. XV, Madrid, La Muralla, 1975. 51 p. + 60 diapositivas. (Literatura española en imágenes; 7). ISBN 84-7133-140-3
- La transmisión textual de El conde Lucanor, Bellaterra (Barcelona), Universidad Autónoma, 1980 (Publicaciones del Seminario de literatura medieval y humanística UAB). ISBN 84-7488-014-9
- Manual de crítica textual, Madrid, Castalia, 1983. (Literatura y sociedad; 33). ISBN 84-7039-413-4
- Lope en 1604, Xavier Tubau (coord.); A. Blecua Perdices y Guillermo Serés (dir.), Editorial Milenio, 2004.
- El Quijote y Barcelona. Ed. a cargo de Carme Riera. Barcelona, Ajuntament; Museu d'Història de la Ciutat; Lunwerg, 2005. ISBN 84-9785-170-6
- Signos viejos y nuevos: estudios de historia literaria, edición y apéndice bibliográfico al cuidado de Xavier Tubau, Barcelona, Crítica, 2006. ISBN 84-8432-735-3 Completando a història do mesmo Blecua sim grande autor da conservanças tiricas e no mesmo teor o forget o manual do blecua.
- Lope de Vega, Comedias de…, edición de PROLOPE (UAB), Partes I-X, dir. Alberto Blecua, varios coordinadores y editores, Lérida, Milenio-Universitat Autònoma de Barcelona (1997 - 2010).
- Lope de Vega, Comedias, edición de PROLOPE (UAB), Partes XI – XIII, dir. Alberto Blecua, varios coordinadores y editories, Madrid, Gredos (2012 – 2014).